# Thin Ice
Thin Ice, anteriormente intitulado The Convincer (Brasil: Numa Fria / Portugal: O Chantagista) é um filme de comédia dramática dos Estados Unidos de 1911 estrelado por Greg Kinnear, Alan Arkin e Billy Crudup, dirigido por Jill Sprecher.

## Sinopse
Mickey Prohaska (Kinnear) é um modesto vendedor de seguros procurando ganhar um bom dinheiro para escapar do gélido estado de Wiscosin. Mas o golpe esperto de Mickey fica fora de controle, quando um imprevisível ex-presidiário (Crudup) vira a mesa e torna o negócio mais arriscado do que ele poderia imaginar.

## Elenco
- Greg Kinnear como Mickey Prohaska
- Alan Arkin como Gorvy Hauer
- Billy Crudup como Randy Kinney
- Lea Thompson como Jo Ann Prohaska
- Bob Balaban como Leonard Dahl
- David Harbour como Bob Egan
- Michelle Arthur como Karla Gruenke
- Mike Hagerty como Jerry

## Produção
As filmagens ocorreram em fevereiro e terminou em março de 2010 e, embora definido em Wisconsin, foi filmado durante o inverno em Minnesota, particularmente Bloomington, Saint Paul e Minnetonka.